# Tribunal administratif de Toulouse
Le tribunal administratif de Toulouse est un tribunal administratif français, créé en 1981. Il siège à Toulouse et son ressort s'étend sur une partie des départements de l'ancienne région Midi-Pyrénées. Il juge en premier ressort les affaires d'ordre administratif qui lui sont présentées. 

## Personnel
Le tribunal est composé de 31 magistrats :
- le président et son assistant ;
- six vice-présidents ;
- seize rapporteurs ;
- sept rapporteurs publics.

Le greffe est composé d'une greffière en chef, de son adjointe, de neuf greffiers de chambres ou de greffes autonomes, qui sont assistés par des agents de greffe, soit 38 personnes.

## Organisation du tribunal, compétence matérielle et territoriale
Le tribunal administratif de Toulouse couvre les départements de l'Ariège, de l'Aveyron, de la Haute-Garonne, du Lot, du Tarn et du Tarn-et-Garonne.
Il est composé de six chambres chargées du contentieux administratif. Il a rendu en 2018 environ 6 200 décisions. 
Les appels de ces décisions sont portés devant la Cour administrative d'appel de Toulouse depuis sa mise en service le 1er mars 2022. Avant cette date, ils l'étaient auprès de la Cour administrative d'appel de Bordeaux.

## Historique
En 1996, le tribunal administratif s'installe dans son nouveau siège, au 68 rue Raymond-IV. Le bâtiment, un immeuble construit en 1975 par l'architecte toulousain Bernard Valette, a été réaménagé pour abriter les services du tribunal administratif. C'est un immeuble de style postmoderne, qui s'élève sur cinq étages (2 600 m²), à l'angle de la rue Raymond-IV et du boulevard de Bonrepos, qui longe le canal du Midi. Le tribunal administratif est doté de plusieurs salles d'audiences, d'une bibliothèque et d'une salle de réunion.
Les bâtiments ont fait l'objet d'un vandalisme sauvage au début du mois de mars 2015, la veille de la visite du vice-président du Conseil d'État, Jean-Marc Sauvé.

## Liste des présidents
- 1988-1989 : Gérard Porcell
- 1989-1994 : Charles Cathala
- 1994-2004 : Jean-François Thurière
- 2004-2008 : Patrick Kintz
- 2008-2010 : Francis Carbonnel
- 2010-2012 : Dominique Bonmati
- 2012-2015 : Richard Moussaron[2]
- 2015-2018 : Christophe Laurent
- depuis 2018 : Isabelle Carthé Mazères[3]